# Antoni Karwowski
Antoni Karwowski (Grajewo, 18 april 1948) is een Poolse kunstschilder en performancekunstenaar. Zijn schilderstijl is de lyrische abstractie en neofiguratie.

## Biografie
Hij is geboren en getogen in het oosten van Polen. Zijn vader was werkzaam als sociaal hulpverlener en kunstbevorderaar, zijn moeder Larysa (geboortenaam Zub) was kapster. Antoni is het oudste kind in het gezin en heeft een jongere broer Maciej. Hij groeit op onder het strenge gezag van zijn Russische opa (Szymon Zub) die enige bekendheid verwierf voor zijn gedichten. Karwowski krijgt op jonge leeftijd zijn eerste tekenlessen van zijn vader.
Nadat Karwowski zijn middelbareschooldiploma behaald had begon hij te experimenteren met verschillende vormen van kunst. In deze periode werkt hij ook een tijd in de mijnen van Silezië. Later begint hij zijn studie aan de Universiteit van Toruń waar hij zich inschrijft bij de Kunstacademie.

## Carrière

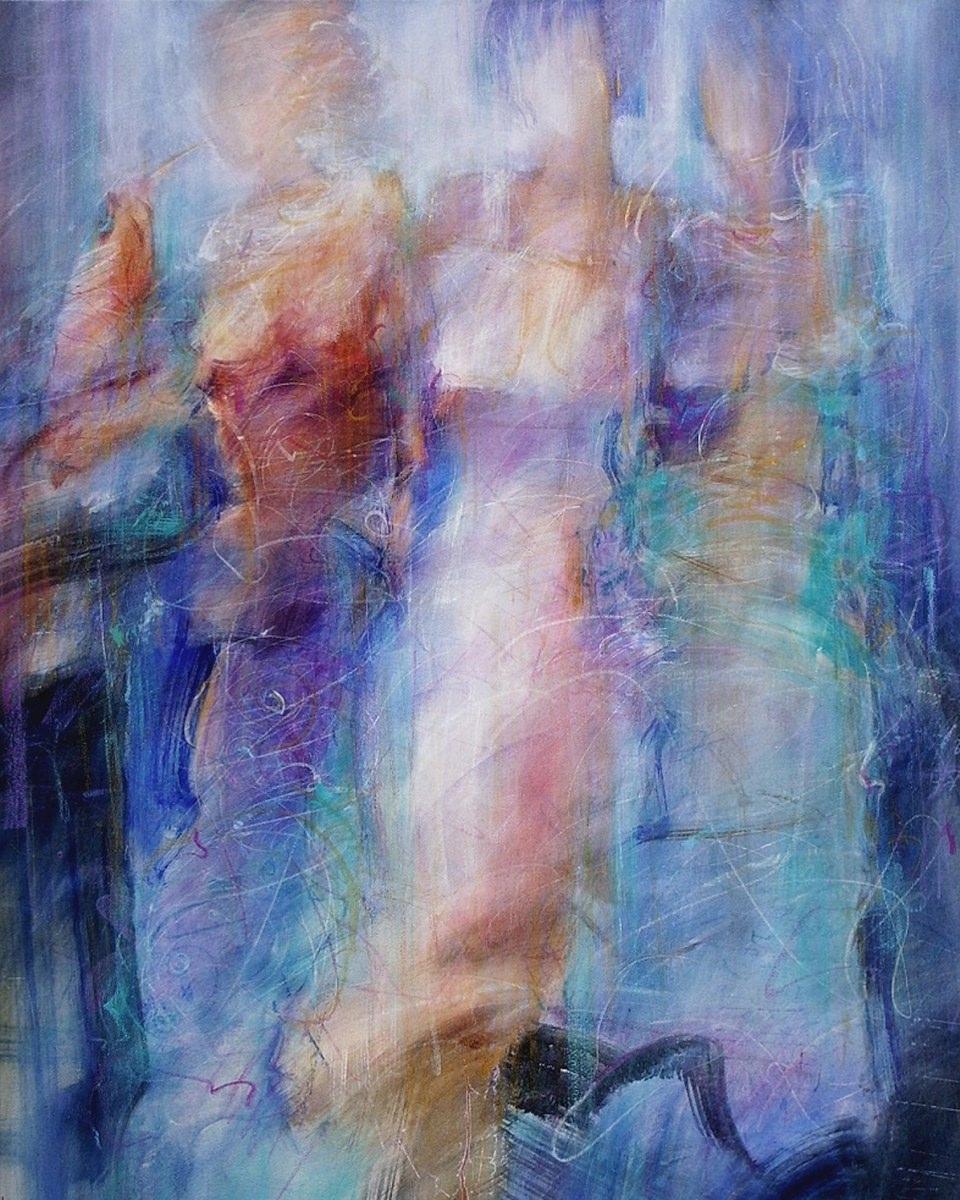
Three Graces in Blue

Begin jaren 80 richt Karwowski samen met Zbigniew Oleszynski de performance groep “A” op. Deze groep organiseert meerdere performance-projecten in Polen. Als deelnemer, maar ook als organisator, doet hij mee aan verschillende nationale en internationale projecten en sinds 2003 organiseert hij het Internationale Beeldende Kunst- en Intermediafestival in Szczecin.
Karwowski schilderijen maken deel uit van verschillende privé-verzamelingen in Europa. Zijn grootste werk heeft hij in 2005 gemaakt voor een bestralingskliniek in Dortmund (Duitsland). Een muurschildering van 53 meter op de gangen, wacht- en behandelruimten. Het draagt de titel De kracht van kleur